# アイザック・トドハンター
アイザック・トドハンター（英: Isaac Todhunter、1820年11月23日 - 1884年3月1日）はイギリスの数学者。数学と数学史に関する書籍で有名。 

## 経歴と業績
サセックスのライで、非国教主義者の聖職者であるジョージ・トドハンターと（George Todhunter）と、マリー（Mary、旧姓ヒューム, Hume）の間に生まれる。1826年、ジョージ・トドハンターが亡くなった後、マリーが開いた学校があるヘイスティングスで学ぶ。 また、最初はロバート・カー（Robert Carr）の運営する学校に所属していたが、ジョン・バプテスト・オースティンの運営する学校へ転校した。
トドハンターはド・モルガンの影響を受け、カレッジ・ロンドンに通いながら、ペッカムにある学校の助修士となった。1842年、数学で奨学金を取得し、学士としてロンドン大学を卒業。更に、修士試験では金賞を獲得した。同時にウィンブルドンの学校の修士となった。
1844年、セント・ジョンズ・カレッジに入学し、1848年、シニア・ラングラーとなり、スミス賞とバーニー賞を受賞、1849年はフェローシップに選出された。また、大学講師や家庭教師を始めた。1862年、王立協会フェローに選出され、1865年、ロンドン数学会の会員になった。 1871年には、アダムズ賞を受賞し、王立協会の議員となった。1874年、セント・ジョンズ・カレッジの名誉教員に選ばれたが、1864年に結婚したことを理由に辞退した。1880年、トドハンターは視力を失い始め、直後麻痺に襲われた。
彼はケンブリッジのミル・ロード墓地に埋葬された。

## 私生活
トドハンターは1864年8月13日、王立海軍の大佐（後に提督、当時は地方警察長）のジョージ・デイヴィスの長女、ルイーザ・アンナ・マリア（Louisa Anna Maria）と結婚した。彼は1884年3月1日、ケンブリッジのブルックサイド6で亡くなった。彼の肖像とメダリオンは、彼の妻によって、彼の大学のアンテチャペルに置かれている。彼は4人の息子と1人の娘を持っていた。
彼は、ラテン語とギリシャ語の学者で、フランス語、ドイツ語、スペイン語、イタリア語、ロシア語、ヘブライ語、サンスクリット語にも精通していた。また、哲学史も豊富であった。彼は、トライポスの道徳科学の試験官を3度行った。

## 書籍
- Treatise on the Differential Calculus and the Elements of the Integral Calculus (1852, 6th ed., 1873)
- Treatise on Analytical Statics (1853, 4th ed., 1874)
- Treatise on the Integral Calculus (1857, 4th ed., 1874)
- Treatise on Algebra (1858, 6th ed., 1871)
- Treatise on differential Calculus
- Treatise on Plane Coordinate Geometry (1858, 3rd ed., 1861)
- Plane Trigonometry (1859, 4th ed., 1869)
- Spherical Trigonometry (1859)
- History of the Calculus of Variations (1861)
- Theory of Equations (1861, 2nd ed. 1875)
- Examples of Analytical Geometry of Three Dimensions (1858, 3rd ed., 1873)
- Mechanics for Beginners (1867)
- A History of the Mathematical Theory of Probability from the Time of Pascal to that of Laplace (1865)
- Researches in the Calculus of Variations (1871)
- History of the Mathematical Theories of Attraction and Figure of the Earth from Newton to Laplace (1873)
- Elementary Treatise on Laplace's, Lamé's and Bessel's Functions (1875)
- A history of the theory of elasticity and of the strength of materials from Galilei to the present time   Vol I PtI Vol II Pt II
- Natural Philosophy for Beginners (1877).

未出版であった「The History of the Theory of Elasticity」は1886年、カール・ピアソンによって編集、出版された。 ウィリアム・ヒューウェルの伝記は1876年に、科学雑誌にあった論文とともに出版された。
トドハンターは代数学と三角法の教科書やロバート・シムソンのユークリッド原論の翻訳の改定版を書いている。これは、トーマス・リトル・ヒースによって紹介され、1933年、エブリマン・ライブラリーによって再出版された。
トドハンターの最も主要な業績には、1865年に初版が決定した、ブレーズ・パスカルからピエール＝シモン・ラプラスまでの時代の確率論の歴史をまとめた本がある。
邦訳書籍
- 安藤洋美 訳『確率論史』（新装版）現代数学社、2017年。ISBN 978-4768704752。
- 長沢亀之助 訳『積分学』丸屋善七、1882年。doi:10.11501/828983。
- 長沢亀之助 訳『平面三角法』共立社、1928年。doi:10.11501/1081844。
- 長沢亀之助 訳『球面三角法』川北朝鄰、1883年。doi:10.11501/828602。
- 長沢亀之助 訳『宥克立(ユークリッド)』東京数理書院、1884年。doi:10.11501/828946。
- 長沢亀之助 訳『論理方程式』東京数理書院、1884年。doi:10.11501/828385。
- 熊沢善庵 訳『代数学』嵩山堂、1887年。doi:10.11501/828077。
- 曽禰達蔵 訳『幾何学(突氏)』西宮松之助、1884年。doi:10.11501/901834。
- 高橋豊夫 訳『新中学代数学 上』文学社、1898年。doi:10.11501/828042。
- 高橋豊夫 訳『新中学代数学 下』文学社、1898年。doi:10.11501/828043。
- 上野清 訳『軸式円錐曲線法』東京数理書院、1881年。doi:10.11501/828667。